# Carea negativapex
Carea negativapex är en fjärilsart som beskrevs av Holloway 1976. Carea negativapex ingår i släktet Carea och familjen trågspinnare. Inga underarter finns listade i Catalogue of Life.